# ألمالويز
ألمالويز هي بلدية تقع في مقاطعة سوريا، في منطقة قشتالة وليون، في إسبانيا. يبلغ عدد سكانها 243 (128 ذكور، \115 إناث) نسمة وذلك حسب إحصاء السكان سنة 2005. تبلغ مساحتها 159 كم².